# Koku
Le koku (石) est une unité de mesure japonaise traditionnelle de volume, encore en usage dans certains cas.
En 1891, le Japon est passé au système international d'unité et a redéfini le koku à précisément 240100⁄1331 = 180,39 l, subdivisé en 10 to, 100 shō, et 1 000 gō. Mais cela correspond à un peu plus des 2/3 de la définition ancienne. 

En effet, avant 1891, elle correspondait à la quantité de riz mangée par une personne en un an, et se subdivisait en 10 shaku (pied) cube. Un koku de riz pèse environ 150 kg pour 278,3 l. On utilisait également le koku comme unité de mesure de volume ; par exemple pour la quantité de marchandises qu'un bateau pouvait emporter, pouvant aller de 50 (7,5 tonnes) pour un petit à 1 000 (150 tonnes) pour les plus gros.

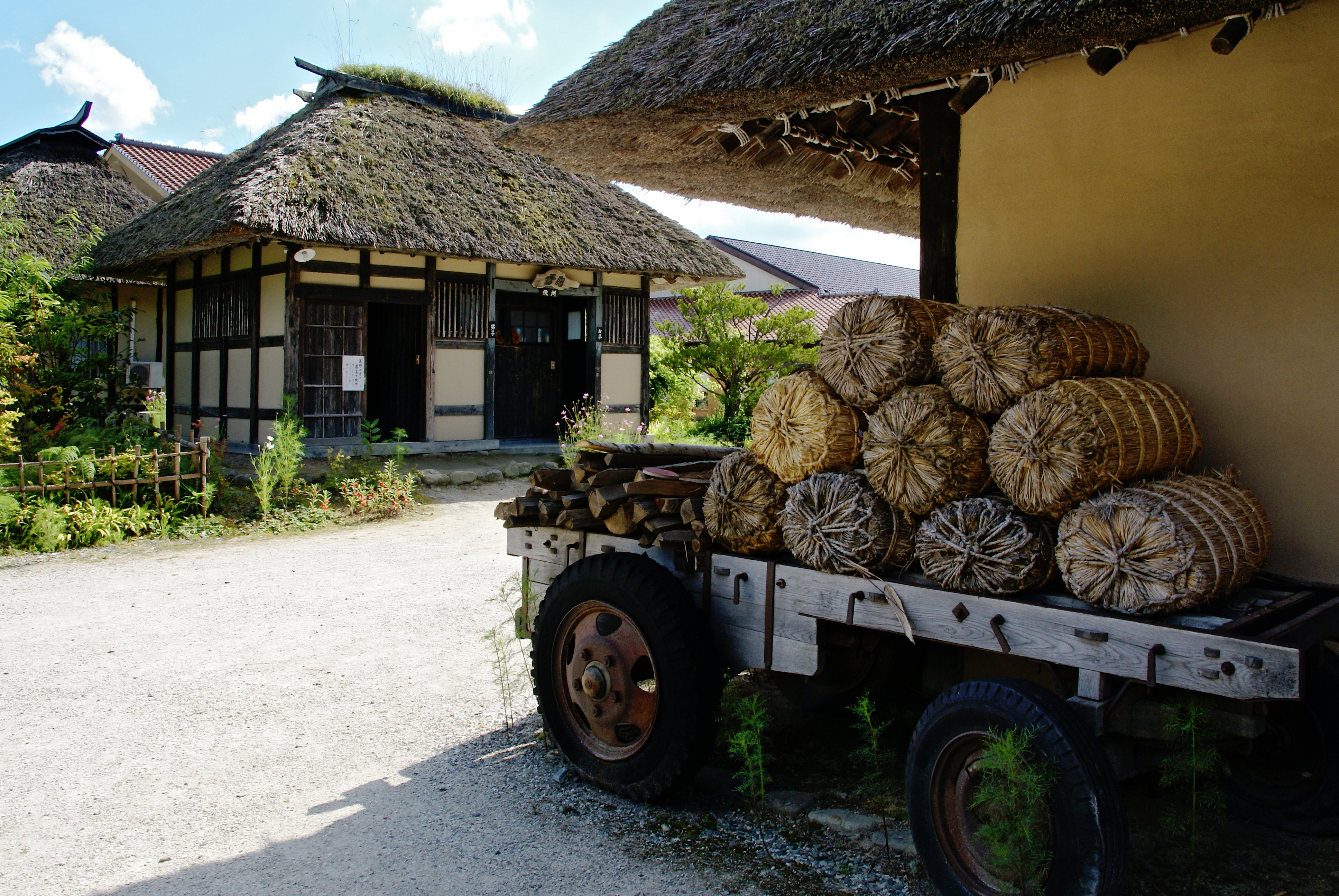
Illustration de l'unité de mesure le KOKU.

Le koku permettait de mesurer la richesse et le nombre de personnes à la disposition des seigneurs qui cherchaient à étendre leurs terres et leur pouvoir. En effet la forme usuelle pour employer un samouraï ou un serviteur était de lui allouer une rente en koku, en guise de salaire. Le koku était donc une mesure de la force humaine (militaire ou civile) qu'un seigneur pouvait mobiliser.
À partir de la période d'Edo (1603-1868), le shogunat Tokugawa recense précisément le kokudaka, revenu de chaque fief en koku, et cet élément intervient pour fixer l'ordre protocolaire à la cour du shogun. Le kokudaka est un revenu nominal qui n'était pas révisé, de sorte que bien des fiefs produisaient effectivement plus, à la suite du développement et du progrès de l'agriculture.
Durant l'époque d'Edo, le système féodal de han (domaine) subdivise le Japon en fiefs (au nombre de 256 à la fin de la période) dont les revenus vont de 10 000 (minimum pour être considéré comme un fief de daimyō) à un million de koku pour le plus grand fief (hors celui du shogun lui-même) : le han de Kaga (couvrant les provinces de Kaga, Etchū et Noto). Dans les domaines de Tōhoku et Hokkaidō, où le riz n'était pas cultivé, le koku restait la mesure de l'économie agraire : les autres productions agricoles étaient converties en l'équivalent monétaire de riz. Le shogun prélève aux alentours de 6 millions de koku sur une production nationale d'environ 256 millions. 
Un revenu de 10 000 koku permet d’entretenir une troupe de 250 hommes. En 1600, Tokugawa Ieyasu, le plus riche seigneur du Japon, dispose d’un revenu d’environ deux millions et demi de koku, plus du double de n’importe quel autre daimyo, soit de quoi entretenir une armée privée de plus de 60 000 hommes. 
Dans la version française de Musashi (La Pierre et le Sabre, La Parfaite Lumière), roman d'Eiji Yoshikawa, le traducteur Léo Dilé utilise le mot « boisseau ».
Le Hyakumangoku matsuri (festival du Million de koku) de Kanazawa est la célébration de l'arrivée du daimyō Maeda Toshiie dans la ville en 1583 (bien que le revenu du domaine de Maeda n'a été reconnu à plus d'un million de koku qu'après la bataille de Sekigahara en 1600).